# Дмитриев, Вячеслав Сергеевич
Вячеслав Сергеевич Дмитриев (28 мая 1990, Вязьма, Смоленская область) — российский футболист, защитник.

## Биография

### Клубная карьера
Воспитанник вяземского футбола, первый тренер — Алексей Викторович Чубаров. В 15-летнем возрасте выходил на поле в матчах чемпионата области в составе местного «Локомотива» (позднее — ФК «Вязьма»), также становился победителем и призёром молодёжных турниров. В 2006 году присоединился к дублирующему составу московского «Торпедо», сыграл в том сезоне 3 матча в первенстве дублёров. В Москве тренировался под руководством Петра Ивановича Семшова. В 2008 году сообщалось об интересе к защитнику со стороны лондонского «Арсенала».
В 2008 году, после вылета «Торпедо» из высшего дивизиона, футболист дебютировал в основном составе клуба и сыграл в течение сезона 25 матчей. В 2009 году «Торпедо» потеряло профессиональный статус, и Дмитриев перешёл в «Москву», но играл только за дубль (23 матча, 1 гол). В течение следующих полутора сезонов играл в первом дивизионе за брянское «Динамо», а сезон 2012/13 провёл в подольском «Витязе».
В сезоне 2013/14 выступал в чемпионате Молдавии за кишинёвский «Зимбру». Дебютный матч в высшем дивизионе сыграл 27 июля 2013 года против «Шерифа», выйдя на замену на 83-й минуте вместо испанца Веллингтона. Всего в составе «Зимбру» провёл 10 матчей, из них только три — полностью, и во время зимнего перерыва покинул команду.
В 2014 году выступал на любительском уровне за «Росич» из посёлка Московский. В 2017 году работал детским тренером в московской академии «Авангард».
В 2018—2019 годах выступал за армянский «Пюник»

### Карьера в сборной
С 2005 года вызывался в юношескую и молодёжную сборные России. В 2010 году участвовал в Кубке Содружества. За сборные различных возрастов сыграл 26 матчей и забил 5 мячей.

## Личная жизнь
Окончил Смоленскую государственную академию физической культуры, спорта и туризма.
Отец, Сергей Викторович (род. 1965), тоже был футболистом, в течение многих лет играл за «Локомотив» (Вязьма) на позиции защитника.